# Galeomma
Galeomma é um género botânico pertencente à família Asteraceae.